# Endothenia banausopis
Endothenia banausopis es una especie de polilla del género Endothenia, categorizada en la tribu Olethreutini, de la subfamilia Olethreutinae.

## Distribución
Se distribuye por China.

## Taxonomía
Fue descrita por Meyrick in Caradja & Meyrick en 1938 y publicada en (Argyroploce), Dt. ent. Z. Iris 52: 2.